# Cernîș, Cernihiv
Cernîș (în ucraineană Черниш) este localitatea de reședință a comunei Cernîș din raionul Cernihiv, regiunea Cernihiv, Ucraina.

## Demografie
Componența lingvistică a localității Cernîș
     Ucraineană (97,16%)
     Rusă (2,84%)
Conform recensământului din 2001, majoritatea populației localității Cernîș era vorbitoare de ucraineană (97,16%), existând în minoritate și vorbitori de rusă (2,84%).